# Pachybrachis vau
Pachybrachis vau är en skalbaggsart som beskrevs av Henry Clinton Fall 1915. Pachybrachis vau ingår i släktet Pachybrachis och familjen bladbaggar.

## Underarter
Arten delas in i följande underarter:
- P. v. vau
- P. v. imperfectus